# Liste der Wappen in den Abruzzen
Die Liste der Wappen in den Abruzzen zeigt die Wappen der Provinzen der Region Abruzzen in der Republik Italien. In dieser Liste sind die Wappen jeweils mit einem Link auf den Artikel über die Provinz und mit einem Link auf die Liste der Wappen der Orte in dieser Provinz angezeigt.

## Wappen der Abruzzen

Wappen der Region Abruzzen
Flagge der Region Abruzzen
Lagekarte der Region Abruzzen

## Wappen der Provinzen der Region Abruzzen

Provinz L’Aquila (Wappen der Orte)
Provinz Chieti (Wappen der Orte)
Provinz Pescara (Wappen der Orte)
Provinz Teramo (Wappen der Orte)